# Răbăgani
Răbăgani je obec v župě Bihor v Rumunsku. Žije zde přibližně 2 000 obyvatel. Součástí obce je i pět okolních vesnic.

## Části obce
- Răbăgani – 781 obyvatel
- Albești – 226 obyvatel
- Brătești – 104 obyvatel
- Săliște de Pomezeu – 114 obyvatel
- Săucani – 415 obyvatel
- Vărășeni – 357 obyvatel